# Vasile Pintea
Vasile Pintea (n. 20 iunie 1931, Hodoșa, România), având numele adevărat Trifan Pintea, este un artist plastic contemporan (pictor, grafician, gravor) membru al Uniunii Artiștilor Plastici din România. 
A absolvit Institutul de Arte “Nicolae Grigorescu” București, abordând de-a lungul carierei stiluri complexe și diferite, de la gravură și ilustrație de carte până la portrete și picturi abstracte. A trăit și creat o perioadă în Paris, unde a fost observat de academicianul Michel Ciry care l-a recomandat Casei De Editură Lacourière-Frélaut, pe unde trecuseră, de asemenea, Picasso și Marc Chagall.
Are numeroase expoziții personale în țară și străinătate, manifestări colective, participă la majoritatea expozițiilor de stat precum și la saloanele oficiale de pictură și grafică.
În cadrul manifestărilor internaționale, Vasile Pintea a participat cu precădere împreună cu grupul de la Paris al atelierului Lacourière-Frélaut, artiști bine cunoscuți precum: Miro, Soulages, Dado, Bernard Buffet, Michel Ciry, Zao Wou Ki, Brien, Prassinos, Lardera, Music și alții.
Ca mod de exprimare se remarcă în mai multe genuri ale creației. Fiind apreciat de critici drept un remarcabil desenator, Vasile Pintea abordează figurativul realizând o suită de ilustrații, atât la ediții bibliofile (Ciulinii Bărăganului de Panait Istrati, colecția Luceafărul de Mihai Eminescu, seria de povești de Ion Creangă), precum și numeroase alte ilustrații pentru scriitori contemporani (Constanța Marcu, Anghel Dumbrăveanu, Adrian Năstase, etc.).
Gravura, ca gen de creație, este abordată cu succes, în special xilogravura, acvaforte, acvatinta și gravura cu acul. La începutul carierei artistice realizează și lucrări de artă monumentală: mozaicul de la cofetăria Violeta - Timișoara, mozaicul de la Biserica Baptistă din Timișoara, o frescă la Palatul de Cultură din Cugir împreună cu artistul Atanasie Demian (cel care a pictat între altele și Catedrala Mitropolitană din Timișoara).
Pictura rămâne ca o constantă în creația lui Vasile Pintea, realizând lucrări în compoziție, peisagistică și portret.
De-a lungul carierei participă la numeroase expoziții românești în țară și străinătate, precum și la bienale internaționale.
Actualmente Vasile Pintea trăiește și creează în Timișoara, fiind cetățean de onoare al municipiului Timișoara.

## Premii și distincții
- 1967 - Premiul Uniunii Artiștilor Plastici din România
- 1968 - Ordinul Meritul Cultural, Președintele României
- 1970 - Medalia și Diploma de Membru de Onoare al academiei "Santi Andreea" din Roma (Arte, Litere, Științe)
- 1978 - Premiul de achiziție Biblioteca Națională a Franței
- 1979 - Premiul de achiziții Bienala Europeană de gravură Heildelberg
- 1989 - Medalia și Diploma Centenarului Mihai Eminescu, Centrul Universitar Timișoara
- 1995 - Premiul internațional "Panait Istrati" Brăila
- 1996 - Diploma de Onoare pentru merite culturale, Prefectura Județului Timiș
- 1998 - Premiul pentru ilustrație de carte "Poezii" de Constanța Marcu, Salonul Intenațional de Carte Timișoara
- 2000 - Diploma de Excelență, Direcția pentru Cultură, Culte și Patrimoniu Național a județului Timiș
- 2001 - Diploma de Cetățean de Onoare al municipiului Timișoara pentru întreaga activitate artistică - Consiliul Municipal Timișoara
- 2002 - Diploma și Medalia pentru întreaga activitate artistică, Consiliul Județean Timiș
- 2002 - Ordinul Național "Pentru Merit" în grad de cavaler, Președintele României

## Opera

### Ilustrație de carte

#### Ciulinii Bărăganului
Una dintre cele mai cunoscute opere din cariera lui Vasile Pintea este seria de gravuri pentru ilustrarea ediției bibliofile a romanului Ciulinii Bărăganului de Panait Istrati (Les Chardons du Bărăgan), editată în 180 de exemplare de Societatea Medicilor și Farmaciștilor Bibliofili din Paris.
Suita de 16 gravuri originale au fost relizate la Paris în anul 1981, folosind tehnologie acvaforte și acvatinta color, fiecare în câte 2 plăci de cupru, la dimensiunile 28,5 x 21,5 cm, pe hârtie Moulin de la Roque.
Istoricul și criticul de artă Ion Frunzetti scrie despre Vasile Pintea în Prefață la catalogul expoziției itinerante Paris, Vicenza, Ludwigshafen 1973:

„Ilustrațiile lui Pintea nu au nimic demonstrativ ori “propagandistic”. Ele sunt o recreare a operei lui Istrati, într-o cheie poetică mai puțin amară, nostalgică și liric-onirică, uneori, gravă și plină de asprimile unor realități, trăite similar peste tot unde-au hălăduit românii în trecutul de exploatare, al țării. Transilvanul nu-i diferit, în acest sens, de brăilean. Oamenii care, în ilustrația lui Pintea la povestirea lui Panait Istrati, se substituie dunărenilor, sunt muntenii munților Carpați orientali, ca tipologie, și sunt românii de peste tot ca expresie, comportamental exteriorizați prin aceleași trăsături. Textura fină a arabescului grafic, de o foarte personală măiestrie la Pintea, nu elimină așa-zisele “repentirs”, șovăieli și “căințe”, reveniri ale conturelor asupra lor înseși, ceea ce dă desenului o notă de interes în plus, dezvăluind modul de construire printr-un proces de invenție prin derivație, a imaginii. Evident, între tipul de om blajin aparent și dârz în fond, dar nemărturisit, disimulat care e Pintea, și neastâmpărul ahasveric călător în bărăganurile lumii morale care era Istrati, argonaut al cunoașterii omului ca și al faptei sociale, sunt similitudini mai greu de observat la prima vedere. Dar, subiacent, unitatea dintre imaginea literară și cea plastică se vădește a fi reală, la Pintea. Sunt 16 ilustrații cu totul, acvaforte și acvatinta policromă cu efecte de pointe-sèche, tirajul (180 de exemplare) foarte restrâns, face din această carte, de înaltă și pură ținută, o operă de bibliofilie rară și costisitoare.” 

„Dacă ar fi să-i căutăm locul în șirul acestor talente, artistul transilvănean, ajuns la maturitatea vocației sale ar fi plasat, în geografia spirituală a României de azi, între cei mai de seamă slujitori ai unor idealuri de frumusețe, endemice pe aceste meleaguri, locuite de un popor născut artist, și tradiționale. și totuși arta lui e un exemplu de modernitate bine înțeleasă, cu rădăcini adânci în limbajul accesibil unor colectivități largi, de aceeași bază culturală”

#### Luceafărul
Vasile Pintea, el însuși pasionat de poezia eminesciană, realizează două serii de ilustrații ale poemului Luceafărul de Mihai Eminescu.
Prima serie de ilustrații apare în anul 1972 în ediția bibliofilă trilingvă (română, maghiară, germană) a poemului, tradusă de poetul bănățean Franyó Zoltán, apărută la Editura Facla în Timișoara. Suita este compusă din 13 desene în peniță și tuș, de 20x30 cm. Ilustrațiile sunt preluate apoi în diverse alte cărți didactice și manuale școlare.
Artistul revine asupa temei în anul 1984 când realizează o serie de 8 desene pentru ediția de colecție „liliput” a capodoperei eminesciene, apărută la „Centrul Studențesc Timișoara” sub îngrijirea profesorului Ion Iliescu. Desenele sunt realizate în peniță și tuș, 30x45 mm.
Petre Popescu Gogan descrie seria Luceafărul în cartea „Ecouri Eminesciene în arta plastică":
„Se vede că pe lângă bunuri materiale competitive în lume, așa ceva îi trebuie țării, poate mai ales așa ceva, creativitate spirituală ridicată la rang de catedrală europeană, ca să devenim, cum năzuie de mult mari spirite românești, o mare putere. Ciclul Luceafărul, din 1972 (13 “penițe” reproduse în ediția Franyó de la Timișoara) și ciclul Luceafărul marcând centenarul poemului eminescian, în 1983, (8 “penițe” reproduse în cartea “liliput”, tot la Timișoara ), așadar douăzeci de lucrări de artă, unele devenite “bibelouri” în culori, acest monument se constituie într-un moment distinct în creația artistului. 
Luceafărul, Hiperion creat de Pintea reprezintă chintesența, înaltul, seninul, ipostaza în care omul se naște și cea în care trece în nemurire. Universalitatea. Dacă artistul aspiră la titlu de “artist al desenului” – și Pintea în grafică și-a aflat vocația – trebuia să urce pe Planeta Eminescu. După cum, dacă aspiră la Altitudinea Eminescu, trebuie să recurgă la mijloacele unui Brâncuși, ale unui Paciurea, ale unui Anghel, ale unui Brădean, ale unui Pintea, ale altora, cum vom vedea mai departe. Absolutul trece prin desen – sublimându-l ca la Brâncuși în “Începutul lumii”, ca la Paciurea în “Himere”, ca la Pintea, în “Luceafărul”, ori suprimându-l ca la Brădean – paradoxal, nu? – înspumându-l.”

### Exemplare rezervate
- Biblioteca Națională a Franței
- Biblioteca Academiei Române
- Biblioteca Universității Nisa
- Biblioteca Regală Bruxel
- Biblioteca Panait Istrati Brăila
- Biblioteca Muzeului Literaturii Române București.

### Pictură

#### Peisajul
Opera lui Vasile Pintea abordează peisajul din mai multe perspective: peisajul real compozițional, peisajul imaginar, peisajul abstract. 
Lucrările artistului se caracterizează printr-un simț precis al compoziției, fără urmă de modernism exhibiționist, echilibrând tradiția cu modernitatea discretă, dând astfel operei sale o dimensiune atemporală.

#### Figurativul în compoziție
Abordarea figurativului în operele lui Vasile Pintea tinde spre suprafețele neliniștite, cu o dominantă de mișcare și de culoare. 
În lucrările cele mai expresive există o nostalgie pentru arhaic, teme ale nașterii, ale zborului, ale cosmosului, ale lumilor astrale sau zonelor de mitologie românească, de ev mediu și de mit românesc. Sunt teme care cultivă cu predilecție structurile puternice, în care Vasile Pintea „arheologul” vine în prim-plan. 

#### Portretul
În creația lui Vasile Pintea portretul ocupă un loc însemnat, abordat dintr-o perspectivă realistă în care expresia și culoarea au un rol preponderent.

## Biografie
- 1931 - Se naște în comuna Hodoșa - Sărmaș Harghita. Merge la școala primară în satul natal până la ocuparea Ardealului de trupele hortiste.
- 1941 - În perioada refugiului continuă școala la Bacău, Brezoi, Apoldul de Jos și apoi primele două clase de gimnaziu la Săliștea Sibiului.
- 1945 - După refugiu se întoarce în Ardeal continuă liceul la Gheorghieni.
- 1951 - Dă examen la Institutul de Arte “Nicolae Grigorescu” București și devine student la clasa profesorului Rudolf Scweizer Cumpănă. Are ca profesori apoi pe George Baron de Lövendal, George Labin și Ștefan Constantinescu. Termină secția de pictură monumentală. Cursuri de frescă cu profesorul Gheorghe Popescu.
- 1953 - Debutează în activitatea expozițională în Expoziția “Ștefan cel Mare” Muzeul Republicii.
- 1957 - Termină Institutul de Arte devenind bursier al Uniunii Artiștilor Plastici și se stabilește la Timișoara.
- 1961 - Devine membru al Uniunii Artiștilor Plastici din România. Are numeroase expoziții personale în țară și străinătate de asemeni manifestări colective. Participă la majoritatea expozițiilor de stat saloane oficiale de pictură și grafică.
- 1972 - "Luceafărul" de Mihai Eminescu - ediție bibliofilă trilingvă cu 13 desene în peniță, traducător Franyo Zoltan, editura Facla
- 1981 - "Ciulinii Bărăganului", "Les Chardons du Bărăgan" de Panait Istrati, ediție bibliofilă franceză editată la Lacouriere-Frelaut Paris, editor Societatea Bibliofilă a Medicilor și Farmaciștilor din Paris - 180 exemplare
- 1982 - "Podul", Eugen Jianu, 14 desene în peniță, Ed. Facla
- 1984 - "Luceafărul" de Mihai Eminescu - ediție liliput cu 8 desenee în peniță, editat de Centrul Studențesc Timișoara sub îngrijirea profesorului Ion Iliescu
- 1985 - "Il Sorriso della Kore" (Surâsul Korei) Rolando Certa editura II Vertice Sicilia
- 1998 - "Poezii" de Constanța Marcu desenele Vasile Pintea, ediție bibliofilă cu 44 desene peniță, editura Eurostampa
- 2000 - "Bătălia pentru viitor", Adrian Năstase, 25 desene peniță, ediție bibliofilă, editor New Open Media - București

## Expoziții

### Expoziții personale
- 1969 Vicenza Galeria “IL Salotto”
- 1970 Roma Galeria “Il Calibro”
- 1971 Belgrad Galeria “Clubul American”
- 1972 Timișoara Galeria “Helios”
- 1973 Vicenza Galeria “IL Salotto”
- 1973 Ludwigshafen Galeria “Lauth”
- 1973 Mannheim “Vila Lauth”
- 1979 Mannheim Galeria “Bühergilde Gutemberg”
- 1981 Limburgerhof “Galeria Bibliotecii”
- 1981 Frensheim “Sala Primăriei”
- 1982 Mannheim-Neuostheim Galeria “Werkunst”
- 1982 Timișoara Galeria “Helios”
- 1983 Timișoara Biblioteca Județeană “Centenar Mihai Eminescu Panait Istrati”.
- 1984 București Muzeul Literaturii Române “Omagiul lui Panait Istrati”.
- 1985 Arad Galeria “Alfa”
- 1985 Lugoj Galeria “Pro Arte”
- 1987 Wiena Galeria “Kultur Favoriten”
- 1989 Wiena Galeria “Globus ZB”
- 1989 Mannheim-Nekarau Galeria “Kreatek”
- 1990 Arad Galeria “Alfa”
- 1991 Timișoara Galeria “Helios”
- 1992 Ludwigshafen Galeria “Büchergilde Gutemberg”
- 1992 Ludwigshafen Galeria “Muzeul de Artă modernă - Wilhelm-Hack-Museum”
- 1994 Timișoara “Galeria 28”
- 1995 Brăila “Teatrul Maria Filoti” “Omagiul lui Panait Istrati”
- 1995 Mannheim “Abendakademie”
- 1996 Timișoara Muzeul Banatului
- 1998 Târgu-Jiu Muzeul de Artă
- 1999 Timișoara Liceul de muzică “Omagiu lui Eminescu”
- 2000 Timișoara Galeria “Helios”
- 2004 Drobeta Turnu Severin - Muzeul de Artă
- 2005 Brașov - Muzeul de Artă
- 2008 Timișoara Galeria “Helios”
- 2009 Timișoara Galeria “Art Club Julia”

### Expoziții internaționale
- 1954 Moscova – Expoziția tineretului
- 1967 Tokyo, Hiroshima, Nagasaki, Nagoya, Osaka, Kyoto – Expoziție de gravură
- 1970 Barcelona – Concursul “Juan Miro”
- 1971 Lissolo di Perego-Como
- 1972 Katowice – Intergraphic
- 1973 Berlin – Intergraphic
- 1975 Bastilia, Paris (F.I.A.C. 75) “Artă Contemporană”
- 1975 Basel, Arta secolului XX-lea
- 1975 Hollis, Lehigh University, Du Bois Gallery Betlehem Pensilvania – U.S.A.
- 1976 Paris Grand Palais (F.I.A.C. 76) “Artă Contemporană”
- 1976 Cracovia – Bienala internațională de gravură
- 1976 Basel – Arta secolului XX-lea
- 1976 Paris-Oslo – Atelier Lacourière-Frélaut
- 1976 Grenoble – Expoziție internațională de gravură
- 1977 Paris Grand Palais (F.I.A.C. 77) “Artă Contemporană”
- 1977 Avignon – “Gravura în cartea de artă” cu concursul Muzeului Louvre, Biblioteca Națională, Atelier Lacourière-Frélaut
- 1978 Paris Biblioteca Națională – “Stampe de azi 73-78”
- 1978 Paris – La Demeure “Omagiu lui Roger Lacourière”
- 1979 Paris – Muzeul de Artă Modernă, 50 ani de gravură 1929-1979 ”Atelier Lacourière-Frélaut”
- 1979 Heidelberg – Bienala Europeană de gravură
- 1980 Paris-Bastilia “M.I.G.A.M.E.” – Târgul Internațional al galeriilor și editurilor de artă modernă
- 1980 Paris Grande Palais (F.I.A.C. 80) “Artă Contemporană”
- 1981 Paris Grand Palais (F.I.A.C. 81) “Artă Contemporană”
- 1981 Mantes La Jolie – Al II-lea salon de Artă Contemporană
- 1981 Vlaardingen – “Galeria Artoteek” Atelier Lacourière-Frélaut
- 1982 Paris Grand Palais (F.I.A.C. 82) “Artă Contemporană”
- 1983 Paris Grand Palais (F.I.A.C. 83) “Artă Contemporană”
- 1985 Liubliana a XVI-a Bienală de gravură
- 1990 Paris Biblioteca Națională “Stampe de azi 78-90”
- 1991 Wiena Kultur Favoriten – “Zece ani de activitate expozițională”.